# 小穴桃里
小穴 桃里（こあな とうり、1995年5月25日 - ）は、日本のカーリング選手。山梨県甲府市出身。駿台甲府高等学校卒業。元チーム富士急のスキップ。

## 経歴
2010年
駿台甲府中学校3年生時、チームフジヤマ（現在のチーム富士急）の発足に参加。
2014年
第31回日本カーリング選手権大会に初出場し5位。
2015年
第32回日本カーリング選手権大会に出場し3位。
2016年
第33回日本カーリング選手権大会に出場し準優勝。
2017年
第34回日本カーリング選手権大会に出場し3位。
2018年
第35回日本カーリング選手権大会に出場し優勝、2018年世界女子カーリング選手権大会に日本代表として出場し、5勝7敗で10位となった。
2018年パシフィックアジアカーリング選手権大会は、アドヴィックス常呂カーリングホールで開催された日本代表決定戦でロコ・ソラーレに敗れ、出場は適わなかった。
2019年
カーリング・ワールドカップ 第3節に日本代表として出場し、2勝4敗で6位となった。
第36回日本カーリング選手権大会に出場し4位。
2021年
6月26日、結婚を発表。8月、どうぎんカーリングクラシック2021、優勝。
2022年
9月2日、チーム富士急から退団を発表。10月に第一子(長女)を出産した。
2023年
第16回日本ミックスダブルスカーリング選手権大会に出場し、準優勝。
2024年
第17回日本ミックスダブルスカーリング選手権大会に前年度準優勝チームとして出場し、3位。
世界ランキング4位で2023-24シーズンを終了した。
第18回日本ミックスダブルスカーリング選手権大会に強化委員会推薦として出場し、準優勝。
2025年
ミックスダブルスカーリング日本代表として青木豪とペアを組み、2025年アジア冬季競技大会におけるカーリング競技に出場、金メダルを獲得した。

## チーム

### 4人制女子
(s)…スキップ
| シーズン | フォース    | サード      | セカンド    | リード     | リザーブ              | 主な大会             |
| -------- | ----------- | ----------- | ----------- | ---------- | --------------------- | -------------------- |
| 2010–11  | 小穴桃里(s) | 菅原舞雪    | 小柳優希    | 林田春佳   | 小谷優奈              | JJCC 2010            |
| 2011–12  | 菅原舞雪(s) | 小穴桃里    | 小谷優奈    | 林田春佳   | 豊田莉子              | JJCC 2011            |
| 2013–14  | 園部淳子    | 小穴桃里(s) | 栁澤実知    | 豊田莉子   |                       | JCC 2014             |
| 2014–15  | 西室淳子    | 栁澤実知    | 小穴桃里(s) | 豊田莉子   | 小谷優奈              | JCC 2015             |
| 2015–16  | 西室淳子    | 栁澤実知    | 小穴桃里(s) | 小谷優奈   | 豊田莉子              | JCC 2016             |
| 2016–17  | 西室淳子    | 小穴桃里(s) | 小谷優奈    | 石垣真央   | 倉光杏佳              | JCC 2017             |
| 2017–18  | 小穴桃里(s) | 小谷優奈    | 石垣真央    | 小谷有理沙 | 西室淳子 / 小野寺佳歩 | JCC 2018 / WWCC 2018 |
| 2018–19  | 小穴桃里(s) | 西室淳子    | 石垣真央    | 小谷有理沙 | 小谷優奈              | JCC 2019             |
| 2019–20  | 小穴桃里(s) | 小谷優奈    | 石垣真央    | 小谷有理沙 | 細田晴夏              | JCC 2020             |
| 2020–21  | 小穴桃里(s) | 小谷優奈    | 石垣真央    | 小谷有理沙 | 苫米地美智子          | JCC 2021             |
| 2021–22  | 小穴桃里(s) | 小谷優奈    | 石垣真央    | 小谷有理沙 |                       | HBCC2021             |
| 2022–23  | 鈴木結海(s) | 倉光杏佳    | 後藤亜季    | 藤森美帆   | 小穴桃里              | JCC 2023             |

### ミックスダブルス
| シーズン | 女性     | 男性   | 主な大会                   |
| -------- | -------- | ------ | -------------------------- |
| 2019–20  | 小穴桃里 | 青木豪 | JMDCC2020                  |
| 2020–21  | 小穴桃里 | 青木豪 | JMDCC2021                  |
| 2022–23  | 小穴桃里 | 青木豪 | JMDCC2023                  |
| 2023-24  | 小穴桃里 | 青木豪 | JMDCC2024 (2-3月)          |
| 2024-25  | 小穴桃里 | 青木豪 | JMDCC2024 (12月) / AWG2025 |